# Nobuko Otowa
Nobuko Otowa (japonsky 乙羽 信子, Otowa Nobuko; 1924 – 1994) byla japonská herečka a životní partnerka a múza světového filmového režiséra Kaneta Šindóa (1912–2012).

## Mládí
Nobuko Otowa se narodila 1. října 1924 v Jonagu. Byla nemanželskou dcerou gejši, proto strávila první léta života v péči otce. Ten dceru vychovával nejprve v Osace, poté se přestěhovali do Kóbe.
Malá Nobuko se odmala učila hrát na hudební nástroje. Už po základní škole, roku 1937, byla poslána na hudební studia do Takarazuky, kde se kromě zpěvu učila také tanec. Její talent se rychle rozvíjel a po úspěšném dokončení studií byla v patnácti letech zapsána do souboru Takarazuka Revue. V této světově známé skupině vystupovala jako sólistka jedenáct let. Kariéru tam nečekaně ukončila v roce 1950, aby se mohla začít věnovat kariéře u filmu.

## Filmová kariéra
Nabuko se uchytila v kinematografickém studiu Daiei. Začala v dobrý moment, protože 50. léta jsou považována za zlatou éru japonské kinematografie. Po debutu v Maiden's Top (1950) následovaly role po boku renomovaných hereček jako Kinujo Tanaka ve filmu Ojú-sama (1951).
Zlomovým bodem pro ni byla spolupráce s režisérem Kanetem Šindóem, který se zabýval tématy ženského ustrkování a společenských omezení, na filmu Aisai monogatari (1951). Do srdcí diváků se Nabuko zapsala v jeho snímku Děti Hirošimy (1952). Jejich profesní vztah přerostl v milostný už v 50. letech, ovšem Šindó byl v té době ženatý. Proto ho veřejně oznámili až v 70. letech po smrti Šindóovy manželky a měli spolu syna Džiró Šindóa.
Šindóvy filmy nebyly jediné, ve kterých se Nabuko objevovala. Hrála i ve snímcích jiných v té době významných tvůrců jako Heinosuke Gošo, Širó Tojoda a Kózaburó Jošimura.
Během kariéry získala Nabuko Otowa četná ocenění, včetně několika ocenění Blue Ribbon Awards a ceny za nejlepší herečku na filmovém festivalu v Benátkách za roli ve filmu Kósacu (1979).

## Stáří
Herečka zemřela v roce 1994 ve věku sedmdesáti let na rakovinu jater. Její popel byl rozdělen na dvě části, jedna je pohřbena v Kjótu, druhá byla rozprášena v Mihaře v Hirošimě, kde probíhalo natáčení jejího nejznámějšího filmu Hadaka no šima (1960), kde ztvárnila němou roli rolnické ženy a získala za ni hlavní cenu na moskevském filmovém festivalu.